# Lijst van rijksmonumenten in Den Haag/Kortenbos
De buurt Kortenbos in de wijk Centrum van Den Haag kent 143 inschrijvingen in het rijksmonumentenregister; hieronder een overzicht.
| Object | Oorspronkelijke functie?  | Bouwjaar                                   | Architect                                | Locatie                          | Coördinaten?                 | Nr.?   | Afbeelding |
| --- | ------------------------- | ------------------------------------------ | ---------------------------------------- | -------------------------------- | ---------------------------- | ------ | --- |
| Onderdeel van het pand Westeinde 36, gevel, ingangsomlijsting met pilasters en kroonlijst | Woonhuis                  | 18e eeuw                                   |                                          | Assendelftstraat 2               | 52° 4' 35" NB, 4° 18' 15" OL | 17454  | Onderdeel van het pand Westeinde 36, gevel, ingangsomlijsting met pilasters en kroonlijst                                                                                                 |
| Fors pand met rococo-kroonlijst en eenvoudige deuromlijsting | Woonhuis                  |                                            |                                          | Assendelftstraat 14              | 52° 4' 33" NB, 4° 18' 16" OL | 17455  | Meer afbeeldingen |
| Pastorie van de H. Willibrorduskerk. Fraai gebouw van goede verhoudingen met classicistische ingangspartij | Woonhuis                  | 1824-1825                                  | Adrianus Tollus                          | Assendelftstraat 49              | 52° 4' 31" NB, 4° 18' 18" OL | 17456  | Meer afbeeldingen |
| 't Hooftshofje | Sociale zorg, liefdadigh. | 1756 (kuifstuk)                            |                                          | Assendelftstraat 53              | 52° 4' 30" NB, 4° 18' 19" OL | 17457  | Meer afbeeldingen |
| Pand met verdieping en lijstgevel | Woonhuis                  | midden 18e eeuw                            |                                          | Boterstraat 4                    | 52° 4' 32" NB, 4° 18' 30" OL | 17480  | Meer afbeeldingen |
| Pand met zadeldak en gepleisterde afgeknotte topgevel | Appartementengebouw       | 17e eeuw                                   |                                          | Boterstraat 5                    | 52° 4' 32" NB, 4° 18' 30" OL | 17479  | Meer afbeeldingen |
| Pand met zadeldak | Appartementengebouw       | 17e eeuw (bouw) 20e eeuw (gevel vernieuwd) |                                          | Boterstraat 6                    | 52° 4' 32" NB, 4° 18' 30" OL | 17481  | Pand met zadeldak |
| Eenvoudig pand met kruiskozijnen | Woonhuis                  | tweede helft 17e eeuw                      |                                          | Boterstraat 10                   | 52° 4' 33" NB, 4° 18' 30" OL | 17482  | Meer afbeeldingen |
| Oude stadhuis | Bestuursgebouw en onderdl | 1564-65/1733                               | D. Marot                                 | Dagelijkse Groenmarkt 1          | 52° 4' 39" NB, 4° 18' 29" OL | 17518  | Meer afbeeldingen |
| Eenvoudig pand | Werk-woonhuis             | laat 18e eeuw                              |                                          | Grote Markt 2                    | 52° 4' 34" NB, 4° 18' 30" OL | 17515  | Meer afbeeldingen |
| Gaaf pand met eenvoudig versierde deuromlijsting | Woonhuis                  | 18e eeuw                                   |                                          | Grote Markt 8                    | 52° 4' 32" NB, 4° 18' 31" OL | 17516  | Meer afbeeldingen |
| Koninklijke Stallen | Bijgebouwen kastelen enz. | 1876-79                                    | H.P. Vogel; L.H. Eberson; J.P.C. Swijser | Hogewal 17                       | 52° 4' 59" NB, 4° 18' 10" OL | 46629  | Meer afbeeldingen |
| 't Goude Hooft | Horeca                    | 1938                                       |                                          | Hoogstraat 2                     | 52° 4' 42" NB, 4° 18' 32" OL | 459717 | Meer afbeeldingen |
| Winkel-woonhuis in Art Nouveau | Werk-woonhuis             | 1897                                       | J. Mutters jr.                           | Hoogstraat 30A                   | 52° 4' 45" NB, 4° 18' 31" OL | 459718 | Meer afbeeldingen |
| Gaaf pand – onderpui ongewijzigd | Werk-woonhuis             | 19e eeuw                                   |                                          | Juffrouw Idastraat 1             | 52° 4' 46" NB, 4° 18' 24" OL | 17599  | Gaaf pand – onderpui ongewijzigd |
| Gaaf pand – onderpui ongewijzigd | Werk-woonhuis             | 19e eeuw                                   |                                          | Juffrouw Idastraat 1B            | 52° 4' 46" NB, 4° 18' 23" OL | 17600  | Gaaf pand – onderpui ongewijzigd |
| Pand met eenvoudige gevel met deuromlijsting | Woonhuis                  | 19e eeuw (gevel)                           |                                          | Juffrouw Idastraat 1D            | 52° 4' 46" NB, 4° 18' 23" OL | 17601  | Meer afbeeldingen |
| Pand met verdieping en getoogde vensters, waarin zesruitsschuiframen | Werk-woonhuis             | midden 19e eeuw (pand) 18e eeuw (vleugel)  |                                          | Juffrouw Idastraat 2             | 52° 4' 45" NB, 4° 18' 21" OL | 17608  | Meer afbeeldingen |
| Pand met hoge gevel met driehoekig fronton en fraaie deuromlijsting | Woonhuis                  | 19e eeuw (gevel)                           |                                          | Juffrouw Idastraat 3             | 52° 4' 46" NB, 4° 18' 23" OL | 17602  | Pand met hoge gevel met driehoekig fronton en fraaie deuromlijsting |
| Pand met eenvoudige gevel | Woonhuis                  | 19e eeuw (gevel)                           |                                          | Juffrouw Idastraat 5             | 52° 4' 46" NB, 4° 18' 22" OL | 17603  | Pand met eenvoudige gevel |
| Oud-Katholieke Kerk van de Heilige Augustinus | Kerk en kerkonderdeel     | 1722 (interieur)                           |                                          | Juffrouw Idastraat 7A            | 52° 4' 46" NB, 4° 18' 22" OL | 17604  | Meer afbeeldingen |
| Pand voorzien van gevel met kroonlijst op gesneden consoles | Woonhuis                  | laat 18e eeuw (gevel)                      |                                          | Juffrouw Idastraat 11            | 52° 4' 46" NB, 4° 18' 22" OL | 17605  | Pand voorzien van gevel met kroonlijst op gesneden consoles |
| Pand met gevel ter breedte van acht traveeën, fraaie deuromlijsting | Kerkelijke dienstwoning   | begin 19e eeuw                             |                                          | Juffrouw Idastraat 13            | 52° 4' 45" NB, 4° 18' 21" OL | 17606  | Pand met gevel ter breedte van acht traveeën, fraaie deuromlijsting |
| Pand voorzien van gevel met fraaie deuromlijsting | Woonhuis                  | ca. 1800                                   |                                          | Juffrouw Idastraat 15            | 52° 4' 45" NB, 4° 18' 21" OL | 17607  | Pand voorzien van gevel met fraaie deuromlijsting |
| De Nederlanden van 1845 | Handel en kantoor         | 1909                                       | H.P. Berlage                             | Kerkplein 2                      | 52° 4' 41" NB, 4° 18' 27" OL | 17622  | Meer afbeeldingen |
| Pand – gevel in de 19e eeuw gewijzigd – van goede verhoudingen | Woonhuis                  | 18e eeuw                                   |                                          | Korte Beestenmarkt 4             | 52° 4' 30" NB, 4° 18' 25" OL | 17643  | Pand – gevel in de 19e eeuw gewijzigd – van goede verhoudingen |
| Pand van goede verhoudingen met geprofileerde lijstgevel | Werk-woonhuis             | 18e eeuw                                   |                                          | Korte Beestenmarkt 5             | 52° 4' 31" NB, 4° 18' 24" OL | 17644  | Meer afbeeldingen |
| Pand met gevel met kroonlijst op gesneden maskerconsoles | Woonhuis                  | 18e eeuw (gevel)                           |                                          | Molenstraat 12                   | 52° 4' 48" NB, 4° 18' 26" OL | 17775  | Meer afbeeldingen |
| Pand met gevel met kroonlijst op gesneden maskerconsoles en versierde ingangspartij | Woonhuis                  | 18e eeuw (gevel)                           |                                          | Molenstraat 14                   | 52° 4' 48" NB, 4° 18' 25" OL | 17776  | Meer afbeeldingen |
| Pand met gevel met kroonlijst op gesneden maskerconsoles | Werk-woonhuis             | 18e eeuw (gevel)                           |                                          | Molenstraat 16                   | 52° 4' 48" NB, 4° 18' 25" OL | 17777  | Meer afbeeldingen |
| Pand met gevel met kroonlijst op gesneden maskerconsoles | Werk-woonhuis             | 18e eeuw (gevel)                           |                                          | Molenstraat 18                   | 52° 4' 48" NB, 4° 18' 25" OL | 17778  | Meer afbeeldingen |
| Winkel-woonhuis en winkelinterieur in eclectische stijl | Werk-woonhuis             | 1882                                       |                                          | Molenstraat 19A                  | 52° 4' 48" NB, 4° 18' 24" OL | 459752 | Winkel-woonhuis en winkelinterieur in eclectische stijl |
| Pand voorzien van gevel met hoekpoort | Werk-woonhuis             | midden 18e eeuw                            |                                          | Molenstraat 25                   | 52° 4' 48" NB, 4° 18' 23" OL | 17772  | Pand voorzien van gevel met hoekpoort |
| Voormalig pakhuis aan een binnenterrein gelegen in sobere neorenaissance, thans in gebruik als woonhuis | Opslag                    | 1875                                       |                                          | Molenstraat 25F                  | 52° 4' 48" NB, 4° 18' 23" OL | 459753 | Voormalig pakhuis aan een binnenterrein gelegen in sobere neorenaissance, thans in gebruik als woonhuis                                                                                   |
| Pand met bakstenen gevel | Woonhuis                  | laatste kwart 18e eeuw                     |                                          | Molenstraat 29                   | 52° 4' 49" NB, 4° 18' 22" OL | 17773  | Meer afbeeldingen |
| Pand met bakstenen gevel | Werk-woonhuis             |                                            |                                          | Molenstraat 33                   | 52° 4' 48" NB, 4° 18' 23" OL | 17774  | Pand met bakstenen gevel |
| Voormalig bedrijfspand van de Coöperatieve Vleeschhouwerij Eigen Hulp | Winkel                    | 1894                                       | J. van Nieukerken                        | Molenstraat 52                   | 52° 4' 46" NB, 4° 18' 19" OL | 459754 | Voormalig bedrijfspand van de Coöperatieve Vleeschhouwerij Eigen Hulp |
| Pand met gevel in Lodewijk XIV stijl met kroonlijst op gesneden consoles | Woonhuis                  |                                            |                                          | Nobelstraat 1A                   | 52° 4' 44" NB, 4° 18' 26" OL | 17828  | Meer afbeeldingen |
| Pand met frontgevel met zeer verzorgde ingangspartij | Woonhuis                  | tweede helft 18e eeuw                      |                                          | Nobelstraat 5                    | 52° 4' 44" NB, 4° 18' 24" OL | 17829  | Meer afbeeldingen |
| Toonzaal in overgangsarchitectuur met gebruik van eclectische vormen gebouwd | Werk-woonhuis             | 1902-03                                    | Z. Hoek                                  | Noordeinde 12                    | 52° 4' 47" NB, 4° 18' 30" OL | 459756 | Meer afbeeldingen |
| Winkelpand met gevel en interieur in art-nouveau-stijl | Woonhuis                  | 1903                                       | L.A.H. de Wolf                           | Noordeinde 42B                   | 52° 4' 48" NB, 4° 18' 28" OL | 17832  | Meer afbeeldingen |
| De Rijnstroom | Handel en kantoor         | 1921-23                                    | A.D.N. van Gendt                         | Noordeinde 64A                   | 52° 4' 50" NB, 4° 18' 26" OL | 459759 | Meer afbeeldingen |
| Pand met brede bakstenen gevel met versierde ingangspartij en kuifstuk. Trap en interieurs in Lodewijk XV en Empire-stijl | Woonhuis                  | 1757                                       |                                          | Noordeinde 66                    | 52° 4' 51" NB, 4° 18' 26" OL | 17833  | Meer afbeeldingen |
| Paleis Noordeinde | Woonhuis                  | 1640 (bouw) 1814 (uitbreiding)             | J. van Campen en P. Post                 | Noordeinde 68                    | 52° 4' 51" NB, 4° 18' 20" OL | 17834  | Meer afbeeldingen |
| Pand met gevel met versierde ingangspartij. Rijke interieurs in Lodewijk XVI-stijl | Woonhuis                  | laatste kwart 18e eeuw                     |                                          | Noordeinde 70                    | 52° 4' 53" NB, 4° 18' 24" OL | 17835  | Meer afbeeldingen |
| Pand met 18e-eeuwse gevel, interieur in Lodewijk XIV-stijl en restanten van een vroeger 17e-eeuws huis | Woonhuis                  | 17e/18e eeuw                               |                                          | Noordeinde 72                    | 52° 4' 53" NB, 4° 18' 24" OL | 17836  | Meer afbeeldingen |
| Koninklijk Huisarchief | Onderwijs en wetenschap   | 1895-97                                    | J.P.E. jhr. Hoeufft van Velsen           | Noordeinde 74                    | 52° 4' 54" NB, 4° 18' 19" OL | 459758 | Meer afbeeldingen |
| Pand met 18e-eeuwse gevel | Woonhuis                  | 18e eeuw                                   |                                          | Noordeinde 78                    | 52° 4' 52" NB, 4° 18' 22" OL | 17837  | Upload foto |
| Pand met 18e-eeuwse gevel | Woonhuis                  | 18e eeuw                                   |                                          | Noordeinde 80                    | 52° 4' 52" NB, 4° 18' 22" OL | 17838  | Meer afbeeldingen |
| Pand met 18e-eeuwse gevel | Woonhuis                  | 18e eeuw                                   |                                          | Noordeinde 82                    | 52° 4' 52" NB, 4° 18' 22" OL | 17839  | Upload foto |
| Pand met 18e-eeuwse gevel met zeer fraaie Lodewijk XIV ingangspartij | Woonhuis                  | 18e eeuw                                   |                                          | Noordeinde 84                    | 52° 4' 53" NB, 4° 18' 23" OL | 17840  | Meer afbeeldingen |
| Pand met gevel met kroonlijst op Lodewijk XIV consoles | Woonhuis                  |                                            |                                          | Noordeinde 86                    | 52° 4' 53" NB, 4° 18' 24" OL | 17841  | Meer afbeeldingen |
| Pand met gevel met kroonlijst op Lodewijk XIV consoles | Woonhuis                  |                                            |                                          | Noordeinde 88                    | 52° 4' 54" NB, 4° 18' 23" OL | 17842  | Pand met gevel met kroonlijst op Lodewijk XIV consoles |
| Marishuis | Winkel                    | 1916                                       | J. Duynstee                              | Noordeinde 96A                   | 52° 4' 54" NB, 4° 18' 23" OL | 459760 | Meer afbeeldingen |
| Severiehofje | Sociale zorg, liefdadigh. | 1768-69                                    | A.Th. Zodaer                             | Noordeinde 104                   | 52° 4' 54" NB, 4° 18' 21" OL | 17843  | Severiehofje |
| Severiehofje | Sociale zorg, liefdadigh. | 1768-69                                    | A.Th. Zodaer                             | Noordeinde 106                   | 52° 4' 54" NB, 4° 18' 21" OL | 17844  | Severiehofje |
| Severiehofje | Sociale zorg, liefdadigh. | 1768-69                                    | A.Th. Zodaer                             | Noordeinde 108                   | 52° 4' 54" NB, 4° 18' 21" OL | 17845  | Severiehofje |
| Severiehofje | Sociale zorg, liefdadigh. | 1768-69                                    | A.Th. Zodaer                             | Noordeinde 110                   | 52° 4' 54" NB, 4° 18' 21" OL | 17846  | Severiehofje |
| Severiehofje | Sociale zorg, liefdadigh. | 1768-69                                    | A.Th. Zodaer                             | Noordeinde 112                   | 52° 4' 54" NB, 4° 18' 21" OL | 17847  | Severiehofje |
| Severiehofje | Sociale zorg, liefdadigh. | 1768-69                                    | A.Th. Zodaer                             | Noordeinde 114                   | 52° 4' 54" NB, 4° 18' 21" OL | 17848  | Severiehofje |
| Severiehofje | Sociale zorg, liefdadigh. | 1768-69                                    | A.Th. Zodaer                             | Noordeinde 116                   | 52° 4' 54" NB, 4° 18' 20" OL | 17849  | Severiehofje |
| Severiehofje | Sociale zorg, liefdadigh. | 1768-69                                    | A.Th. Zodaer                             | Noordeinde 118                   | 52° 4' 54" NB, 4° 18' 20" OL | 17850  | Meer afbeeldingen |
| Severiehofje | Sociale zorg, liefdadigh. | 1768-69                                    | A.Th. Zodaer                             | Noordeinde 120                   | 52° 4' 53" NB, 4° 18' 20" OL | 17851  | Severiehofje |
| Pand met gevel in Lodewijk XIV-stijl - geheel gemoderniseerde onderpui - inwendig enkele stucplafonds in Lodewijk XV-stijl | Woonhuis                  |                                            | D. Marot                                 | Noordeinde 138                   | 52° 4' 56" NB, 4° 18' 20" OL | 17852  | Meer afbeeldingen |
| Pand met gevel in Lodewijk XIV-stijl, geheel gemoderniseerde onderpui, inwendig enkele stucplafonds in Lodewijk XV-stijl | Werk-woonhuis             |                                            | D. Marot                                 | Noordeinde 140A                  | 52° 4' 56" NB, 4° 18' 20" OL | 17853  | Meer afbeeldingen |
| Koepel van Fagel, met uitzonderlijk rijk interieur | Tuin, park en plantsoen   |                                            | D. Marot                                 | Noordeinde tegenover 140A        | 52° 4' 55" NB, 4° 18' 17" OL | 17854  | Meer afbeeldingen |
| Pand met 19e-eeuwse gevel | Werk-woonhuis             | 19e eeuw                                   |                                          | Noordeinde 156                   | 52° 4' 58" NB, 4° 18' 18" OL | 17855  | Pand met 19e-eeuwse gevel |
| Pand met gevel met kroonlijst op Lodewijk XIV consoles | Werk-woonhuis             |                                            |                                          | Noordeinde 158                   | 52° 4' 58" NB, 4° 18' 18" OL | 17856  | Pand met gevel met kroonlijst op Lodewijk XIV consoles |
| In oorsprong twee panden, samengetrokken achter een lijstgevel ter breedte van vier vensterassen | Werk-woonhuis             | midden 19e eeuw (karakter)                 |                                          | Oude Molstraat 20                | 52° 4' 44" NB, 4° 18' 26" OL | 17861  | In oorsprong twee panden, samengetrokken achter een lijstgevel ter breedte van vier vensterassen                                                                                          |
| Pand met gepleisterde gevel onder rechte houten kroonlijst | Werk-woonhuis             | 16e-17e eeuw (oorsprong)                   |                                          | Oude Molstraat 22                | 52° 4' 44" NB, 4° 18' 26" OL | 17862  | Pand met gepleisterde gevel onder rechte houten kroonlijst |
| Oude Mannenhuis | Sociale zorg, liefdadigh. | ca. 1775                                   |                                          | Oude Molstraat 23                | 52° 4' 45" NB, 4° 18' 26" OL | 17858  | Meer afbeeldingen |
| Pand met gepleisterde gevel onder rechte houten kroonlijst, met t-vensters en lage 6-ruitsschuifvensters meervoudige omlijstingen, in twee verdiepingen, afgedekt door zadeldak, evenwijd                                                            | Woonhuis                  | 16e eeuw (oorsprong)                       |                                          | Oude Molstraat 24                | 52° 4' 45" NB, 4° 18' 26" OL | 17863  | Pand met gepleisterde gevel onder rechte houten kroonlijst, met t-vensters en lage 6-ruitsschuifvensters meervoudige omlijstingen, in twee verdiepingen, afgedekt door zadeldak, evenwijd |
| Pand met verdieping, lage zolderverdieping en zadeldak, evenwijdig aan de straat tussen puntgevels | Werk-woonhuis             | 16e eeuw (oorsprong)                       |                                          | Oude Molstraat 30                | 52° 4' 45" NB, 4° 18' 25" OL | 17864  | Pand met verdieping, lage zolderverdieping en zadeldak, evenwijdig aan de straat tussen puntgevels                                                                                        |
| Pand met gevel in Lodewijk XIV-stijl | Woonhuis                  |                                            |                                          | Oude Molstraat 32                | 52° 4' 45" NB, 4° 18' 25" OL | 17865  | Meer afbeeldingen |
| Pand met eenvoudige gevel, deur met pilasteromlijsting | Klooster, kloosteronderdl | 18e eeuw (gevel)                           |                                          | Oude Molstraat 35                | 52° 4' 46" NB, 4° 18' 25" OL | 17859  | Meer afbeeldingen |
| Pand met voorgevel voor een oudere huiszijgevel | Werk-woonhuis             | vroeg 19e eeuw (pand) 17e (huis zijgevel)  |                                          | Oude Molstraat 36                | 52° 4' 46" NB, 4° 18' 24" OL | 17866  | Pand met voorgevel voor een oudere huiszijgevel |
| Pand met hoge gevel | Werk-woonhuis             | 18e eeuw (gevel)                           |                                          | Oude Molstraat 38                | 52° 4' 46" NB, 4° 18' 24" OL | 17867  | Pand met hoge gevel |
| Pand met eenvoudige gevel | Werk-woonhuis             | 18e eeuw (gevel)                           |                                          | Oude Molstraat 40                | 52° 4' 47" NB, 4° 18' 24" OL | 17868  | Pand met eenvoudige gevel |
| Pand met aan de voorzijde een tot puntgevel gewijzigde, gepleisterde trapgevel | Woonhuis                  | 17e eeuw                                   |                                          | Oude Molstraat 53                | 52° 4' 47" NB, 4° 18' 24" OL | 17860  | Meer afbeeldingen |
| Winkel-woonhuis in neorenaissancestijl | Werk-woonhuis             | 1898                                       | J.W. Bosboom                             | Papestraat 28                    | 52° 4' 44" NB, 4° 18' 29" OL | 459770 | Meer afbeeldingen |
| Boterwaag | Handel en kantoor         | 1650-81                                    | B. van Bassen                            | Prinsegracht 1                   | 52° 4' 32" NB, 4° 18' 31" OL | 17891  | Meer afbeeldingen |
| Pand met verdieping en zadeldak. Inwendig kelder met graatgewelven. Trap met balusterleuning 18e eeuw; deuren uit de bouwtijd. Rijke gevel, derde kwart 19e eeuw in eclectische, aan de renaissance, het Lodewijk XVI en het Empire ontleende vormen | Appartementengebouw       | 17e eeuw                                   |                                          | Prinsegracht 5                   | 52° 4' 32" NB, 4° 18' 30" OL | 17892  | Meer afbeeldingen |
| Huis van Dedel | Handel en kantoor         | ca. 1650                                   |                                          | Prinsegracht 15                  | 52° 4' 31" NB, 4° 18' 28" OL | 17893  | Meer afbeeldingen |
| Pand met pilastergevel | Woonhuis                  | tweede helft 17e eeuw                      |                                          | Prinsegracht 19                  | 52° 4' 30" NB, 4° 18' 27" OL | 17894  | Meer afbeeldingen |
| Pand met bakstenen gevel op hardstenen plintstoep en versierde ingangspartij | Woonhuis                  | ca. 1650                                   |                                          | Prinsegracht 21                  | 52° 4' 30" NB, 4° 18' 26" OL | 17895  | Meer afbeeldingen |
| Pand met eenvoudige Lodewijk XIV gevel met geprofileerde dakkapel | Woonhuis                  |                                            |                                          | Prinsegracht 23                  | 52° 4' 30" NB, 4° 18' 26" OL | 17896  | Meer afbeeldingen |
| [Het Koorenhuis | Handel en kantoor         | 1662                                       |                                          | Prinsegracht 25                  | 52° 4' 29" NB, 4° 18' 23" OL | 17897  | Meer afbeeldingen |
| Pand met eenvoudige gevel | Woonhuis                  | eind 18e eeuw                              |                                          | Prinsegracht 31                  | 52° 4' 28" NB, 4° 18' 21" OL | 17898  | Meer afbeeldingen |
| Pand met Lodewijk XIV gevel, ingangspartij met pilasteromlijsting | Woonhuis                  |                                            |                                          | Prinsegracht 33                  | 52° 4' 28" NB, 4° 18' 21" OL | 17899  | Meer afbeeldingen |
| Pand met gevel | Woonhuis                  | eerste helft 19e eeuw                      |                                          | Prinsegracht 39                  | 52° 4' 28" NB, 4° 18' 20" OL | 17900  | Meer afbeeldingen |
| Pand met gevel | Woonhuis                  | eerste helft 19e eeuw                      |                                          | Prinsegracht 41                  | 52° 4' 27" NB, 4° 18' 20" OL | 17901  | Meer afbeeldingen |
| Pand met Lodewijk XIV gevel met kroonlijst op gesneden consoles | Woonhuis                  |                                            |                                          | Prinsegracht 43                  | 52° 4' 28" NB, 4° 18' 19" OL | 17902  | Meer afbeeldingen |
| De drie kastelen | Woonhuis                  | vroeg 18e eeuw                             |                                          | Prinsegracht 49                  | 52° 4' 27" NB, 4° 18' 17" OL | 17903  | De drie kastelen |
| De drie kastelen | Woonhuis                  | vroeg 18e eeuw                             |                                          | Prinsegracht 51                  | 52° 4' 27" NB, 4° 18' 16" OL | 17904  | De drie kastelen |
| Pand met gevel | Woonhuis                  | vroeg 18e eeuw (gevel)                     |                                          | Prinsegracht 53                  | 52° 4' 27" NB, 4° 18' 16" OL | 17905  | Pand met gevel |
| Pand met Lodewijk XIV gevel met kroonlijst op gesneden consoles | Woonhuis                  |                                            |                                          | Prinsegracht 57                  | 52° 4' 26" NB, 4° 18' 15" OL | 17906  | Meer afbeeldingen |
| Pand met gevel | Woonhuis                  | eerste helft 19e eeuw                      |                                          | Prinsegracht 59                  | 52° 4' 26" NB, 4° 18' 15" OL | 17907  | Pand met gevel |
| Pand met gevel met versierde deuromlijsting | Woonhuis                  | eerste helft 19e eeuw                      |                                          | Prinsegracht 61                  | 52° 4' 26" NB, 4° 18' 15" OL | 17908  | Meer afbeeldingen |
| Pand met gevel met kroonlijst op gesneden consoles | Woonhuis                  | tweede kwart 19e eeuw                      |                                          | Prinsegracht 63                  | 52° 4' 26" NB, 4° 18' 14" OL | 17909  | Meer afbeeldingen |
| Pand met Lodewijk XIV gevel met versierde middentravee op hardstenen plint - hardstenen stoep | Handel en kantoor         |                                            |                                          | Prinsegracht 65                  | 52° 4' 26" NB, 4° 18' 14" OL | 17910  | Meer afbeeldingen |
| Pand met neoclassicistische gevel, deur met pilasteromlijsting | Woonhuis                  | tweede kwart 19e eeuw                      |                                          | Prinsegracht 67                  | 52° 4' 26" NB, 4° 18' 13" OL | 17911  | Pand met neoclassicistische gevel, deur met pilasteromlijsting |
| De Drie Stoepen: pand met Lodewijk XIV gevel met versierde middenpartij, kroonlijst op gesneden consoles, hardstenen plint, stoep met Lodewijk XIV hek                                                                                               | Woonhuis                  |                                            |                                          | Prinsegracht 69                  | 52° 4' 25" NB, 4° 18' 12" OL | 17912  | Meer afbeeldingen |
| De Drie Stoepen: pand met Lodewijk XIV gevel met zeer rijk versierde middenrisaliet op hardstenen plint, hardstenen stoep, belangrijke interieurs in Lodewijk XIV en Lodewijk XVI-stijl                                                              | Woonhuis                  |                                            |                                          | Prinsegracht 71                  | 52° 4' 25" NB, 4° 18' 12" OL | 17913  | Meer afbeeldingen |
| De Drie Stoepen: pand met Lodewijk XIV gevel met kroonlijst op gesneden consoles, Lodewijk XVI ingangspartij, hardstenen plint, hardstenen stoep - zeer belangrijke interieurs in Lodewijk XVI-stijl                                                 | Woonhuis                  |                                            |                                          | Prinsegracht 73                  | 52° 4' 25" NB, 4° 18' 12" OL | 17914  | Meer afbeeldingen |
| Pand met Lodewijk XIV gevel met kroonlijst op gesneden consoles | Woonhuis                  |                                            |                                          | Prinsegracht 79                  | 52° 4' 24" NB, 4° 18' 10" OL | 17915  | Pand met Lodewijk XIV gevel met kroonlijst op gesneden consoles |
| Pand met Lodewijk XIV gevel met kroonlijst op gesneden consoles | Woonhuis                  |                                            |                                          | Prinsegracht 79                  | 52° 4' 24" NB, 4° 18' 10" OL | 17916  | Pand met Lodewijk XIV gevel met kroonlijst op gesneden consoles |
| Voormalige gemeenteapotheek in internationaal georiënteerde neorenaissancestijl | Gezondheidszorg           | 1885-86                                    | B. Reinders                              | Prinsestraat 57                  | 52° 4' 46" NB, 4° 18' 19" OL | 459775 | Meer afbeeldingen |
| Pand met voor- en achtergevel met doorbroken kroonlijst | Handel en kantoor         |                                            |                                          | Riviervismarkt 3                 | 52° 4' 37" NB, 4° 18' 26" OL | 17968  | Pand met voor- en achtergevel met doorbroken kroonlijst |
| Pand met voor- en achtergevel in Lodewijk XIV stijl | Handel en kantoor         |                                            |                                          | Riviervismarkt 4                 | 52° 4' 37" NB, 4° 18' 25" OL | 17969  | Meer afbeeldingen |
| Het Nutshuis | Handel en kantoor         | 1919-21                                    |                                          | Riviervismarkt 5                 | 52° 4' 36" NB, 4° 18' 25" OL | 459776 | Meer afbeeldingen |
| Grote of Sint-Jacobskerk | Kerk en kerkonderdeel     | 14e eeuw                                   |                                          | Rond de Grote Kerk 10            | 52° 4' 38" NB, 4° 18' 24" OL | 17970  | Meer afbeeldingen |
| Pand met gevel met rechte kroonlijst | Werk-woonhuis             | tweede helft 18e eeuw                      |                                          | Schoolstraat 15                  | 52° 4' 36" NB, 4° 18' 28" OL | 17973  | Pand met gevel met rechte kroonlijst |
| Pand met gevel 18e eeuw met doorbroken kroonlijst op gesneden consoles | Werk-woonhuis             | tweede helft 18e eeuw                      |                                          | Schoolstraat 21                  | 52° 4' 36" NB, 4° 18' 29" OL | 17974  | Pand met gevel 18e eeuw met doorbroken kroonlijst op gesneden consoles |
| Pand met gevel met rechte kroonlijst op gesneden consoles | Woonhuis                  | tweede helft 18e eeuw                      |                                          | Schoolstraat 29                  | 52° 4' 35" NB, 4° 18' 30" OL | 17975  | Pand met gevel met rechte kroonlijst op gesneden consoles |
| Pand met gevel met rechte kroonlijst op gesneden consoles | Woonhuis                  | tweede helft 18e eeuw                      |                                          | Schoolstraat 35                  | 52° 4' 35" NB, 4° 18' 30" OL | 17977  | Pand met gevel met rechte kroonlijst op gesneden consoles |
| Pand met gevel met rechte kroonlijst | Woonhuis                  | tweede helft 18e eeuw                      |                                          | Schoolstraat 37                  | 52° 4' 35" NB, 4° 18' 30" OL | 17978  | Pand met gevel met rechte kroonlijst |
| Pand met gevel met doorbroken kroonlijst op gesneden consoles | Woonhuis                  | tweede helft 18e eeuw                      |                                          | Schoolstraat 39                  | 52° 4' 34" NB, 4° 18' 30" OL | 17979  | Pand met gevel met doorbroken kroonlijst op gesneden consoles |
| Garagegebouw | Opslag                    | 1929-30                                    | J. Greve                                 | Torenstraat bij 144              | 52° 4' 42" NB, 4° 18' 16" OL | 46618  | Meer afbeeldingen |
| Hemsterhuisstraatbrug | Brug                      | 1885                                       |                                          | Brug tussen Veenkade en Noordwal | 52° 4' 42" NB, 4° 17' 57" OL | 17857  | Meer afbeeldingen |
| Hofje van Nieuwkoop | Woonhuis                  | ca. 1660                                   |                                          | Warmoezierstraat 44              | 52° 4' 26" NB, 4° 18' 5" OL  | 18080  | Meer afbeeldingen |
| Pand met langgerekte bakstenen gevel met terugliggend gebogen ingangspartij | Kerk en kerkonderdeel     | 1754 (ingang)                              |                                          | Westeinde 12                     | 52° 4' 36" NB, 4° 18' 19" OL | 18096  | Meer afbeeldingen |
| Pand met gevel met rechte kroonlijst en pilasterstelling om de deur | Woonhuis                  | 18e eeuw                                   |                                          | Westeinde 16                     | 52° 4' 36" NB, 4° 18' 19" OL | 18097  | Pand met gevel met rechte kroonlijst en pilasterstelling om de deur |
| Oorspronkelijk een pand met nr. 19, gevel met rechte kroonlijst | Werk-woonhuis             | 1650                                       |                                          | Westeinde 17                     | 52° 4' 36" NB, 4° 18' 20" OL | 18084  | Meer afbeeldingen |
| Pand met gevel, in de 18e eeuw gewijzigd, deuromlijsting met pilasters | Woonhuis                  | 17e eeuw                                   |                                          | Westeinde 18                     | 52° 4' 36" NB, 4° 18' 18" OL | 18098  | Meer afbeeldingen |
| Pand met gevel, bekroond door een driehoekig fronton met gebeeldhouwde vulling | Woonhuis                  | ca. 1650                                   |                                          | Westeinde 19                     | 52° 4' 36" NB, 4° 18' 20" OL | 18085  | Meer afbeeldingen |
| Pand met Lodewijk XIV gevel met rechte kroonlijst op gesneden consoles, versierd middenvenster, onderpui ingrijpend gewijzigd | Woonhuis                  |                                            |                                          | Westeinde 20                     | 52° 4' 35" NB, 4° 18' 18" OL | 18099  | Meer afbeeldingen |
| Pand met gevel met rechte kroonlijst | Woonhuis                  | 18e eeuw                                   |                                          | Westeinde 21                     | 52° 4' 36" NB, 4° 18' 19" OL | 18086  | Meer afbeeldingen |
| Pand met gevel met rechte kroonlijst | Handel en kantoor         | 18e eeuw                                   |                                          | Westeinde 22                     | 52° 4' 35" NB, 4° 18' 17" OL | 18100  | Pand met gevel met rechte kroonlijst |
| Pand met gevel met rechte kroonlijst | Woonhuis                  | 18e eeuw                                   |                                          | Westeinde 23                     | 52° 4' 36" NB, 4° 18' 19" OL | 18087  | Meer afbeeldingen |
| Pand met gevel met rechte kroonlijst | Woonhuis                  | 18e eeuw                                   |                                          | Westeinde 24                     | 52° 4' 35" NB, 4° 18' 17" OL | 18101  | Meer afbeeldingen |
| Pand met gevel met rechte kroonlijst | Woonhuis                  | 18e eeuw                                   |                                          | Westeinde 25                     | 52° 4' 36" NB, 4° 18' 19" OL | 18088  | Meer afbeeldingen |
| Pand met gevel met rechte kroonlijst | Woonhuis                  | 18e eeuw                                   |                                          | Westeinde 26                     | 52° 4' 35" NB, 4° 18' 16" OL | 18102  | Pand met gevel met rechte kroonlijst |
| Pand met gevel met rechte kroonlijst | Werk-woonhuis             | 18e eeuw                                   |                                          | Westeinde 27                     | 52° 4' 37" NB, 4° 18' 18" OL | 18089  | Meer afbeeldingen |
| Pand met rijke Lodewijk XIV gevel met versierde middentravee op hardstenen plint | Woonhuis                  |                                            |                                          | Westeinde 28                     | 52° 4' 35" NB, 4° 18' 16" OL | 18103  | Pand met rijke Lodewijk XIV gevel met versierde middentravee op hardstenen plint |
| Pand met gevel met rechte kroonlijst | Woonhuis                  | 18e eeuw                                   |                                          | Westeinde 29                     | 52° 4' 36" NB, 4° 18' 18" OL | 18090  | Meer afbeeldingen |
| Pand met gevel met rechte kroonlijst | Woonhuis                  | 18e eeuw                                   |                                          | Westeinde 31                     | 52° 4' 36" NB, 4° 18' 18" OL | 18091  | Meer afbeeldingen |
| Pand met gevel met rechte kroonlijst | Woonhuis                  | 18e eeuw                                   |                                          | Westeinde 33                     | 52° 4' 36" NB, 4° 18' 18" OL | 18092  | Meer afbeeldingen |
| Pand met gevel met empire winkelpui | Werk-woonhuis             | 18e eeuw                                   |                                          | Westeinde 36                     | 52° 4' 35" NB, 4° 18' 14" OL | 18104  | Meer afbeeldingen |
| Pand met gevel met rechte kroonlijst | Woonhuis                  | 18e eeuw                                   |                                          | Westeinde 37                     | 52° 4' 36" NB, 4° 18' 17" OL | 18093  | Meer afbeeldingen |
| Pand met gevel met rechte kroonlijst | Woonhuis                  | 18e eeuw                                   |                                          | Westeinde 39                     | 52° 4' 36" NB, 4° 18' 16" OL | 18094  | Meer afbeeldingen |
| Pand met brede gevel | Woonhuis                  | eerste helft 18e eeuw                      |                                          | Westeinde 40                     | 52° 4' 35" NB, 4° 18' 12" OL | 18105  | Meer afbeeldingen |
| Pand met gevel met rechte kroonlijst en pilasterstelling om de deur | Woonhuis                  | 18e eeuw                                   |                                          | Westeinde 41                     | 52° 4' 35" NB, 4° 18' 16" OL | 18095  | Meer afbeeldingen |
| Pand met gevel in Lodewijk XIV stijl | Woonhuis                  |                                            |                                          | Westeinde 42                     | 52° 4' 34" NB, 4° 18' 11" OL | 18106  | Pand met gevel in Lodewijk XIV stijl |